# 5160 Camoes
Camoes (asteróide 5160) é um asteróide da cintura principal, a 2,2316938 UA. Possui uma excentricidade de 0,070725 e um período orbital de 1 359,33 dias (3,72 anos).
Camoes tem uma velocidade orbital média de 19,2197431 km/s e uma inclinação de 8,28127º.
Este asteróide foi descoberto em 23 de Dezembro de 1979 por Henri Debehogne, Edgar Netto.